# Sonda Ocidental

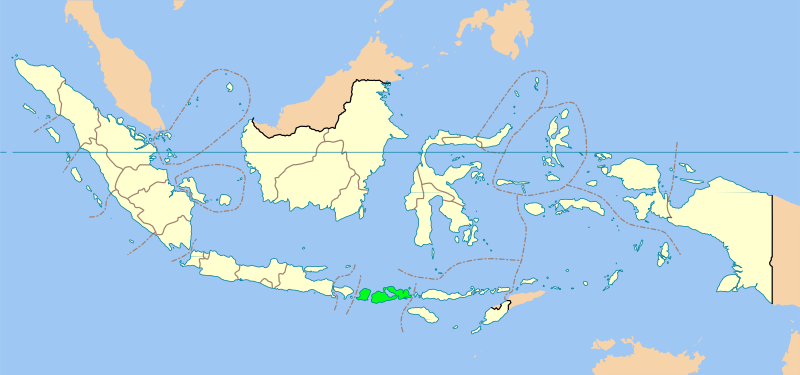
Mapa da Indonésia com a localização da província de Sonda Ocidental.

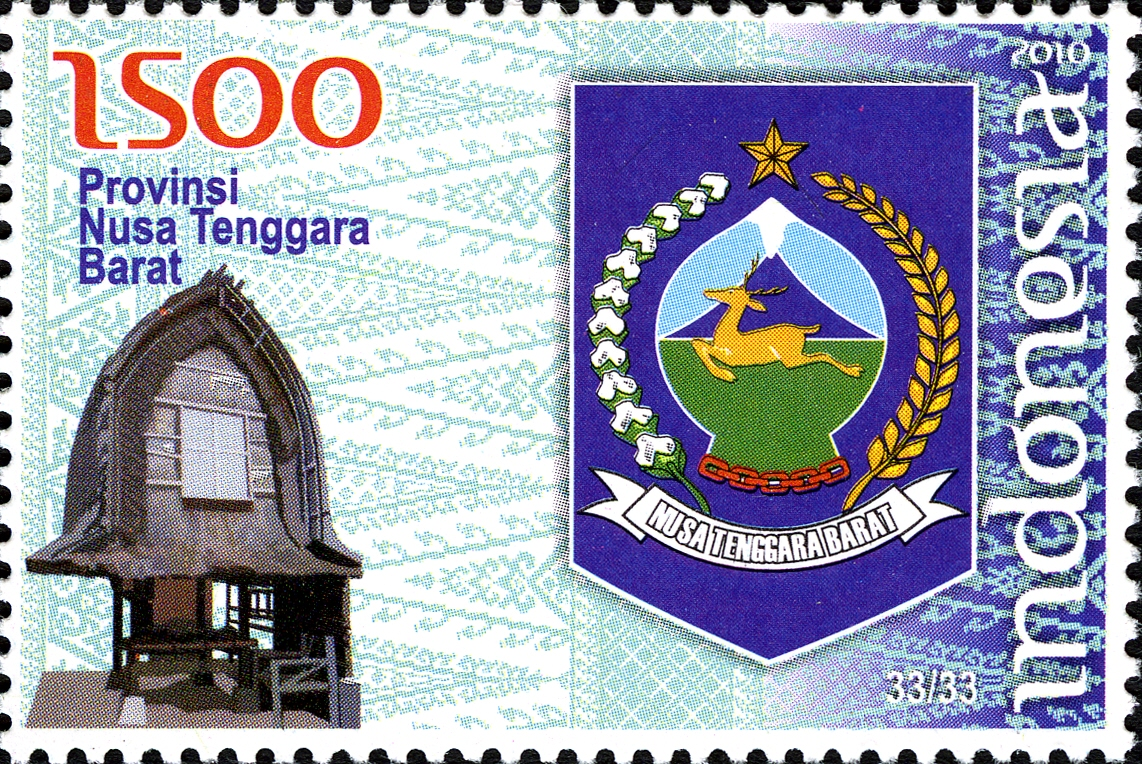
Selo indonésio de 2010 com o brasão da província

Sonda Ocidental, Sunda Ocidental ou Pequenas Ilhas de Sonda Ocidentais (Nusa Tenggara Barat, em indonésio) é uma província do centro-sul da Indonésia que compreende a porção ocidental das Pequenas Ilhas de Sonda, exceto Bali.
As duas maiores ilhas da província são Lombok, a oeste, e Sumbawa, a leste. Mataram, em Lombok, é a capital e maior cidade da província, que é dividida administrativamente em seis distritos (kapubaten) e um município (kotamadya):
- Bima
- Dompu
- Lombok Ocidental
- Lombok Central
- Lombok Oriental
- Sumbawa
- Sumbawa Ocidental
- Bima (município)

Lombok é habitada principalmente pelo grupo étnico sasak, com uma minoria de balineses, enquanto que Sumbawa é habitada pelas etnias sumbawa e bima. A população da província é de 3 821 134 habitantes (censo de 2000), e sua área é de 19,708.79 km².
Um relatório do Programa de Desenvolvimento das Nações Unidas datado de 2002 registrou que Sonda Ocidental era a província indonésia menos desenvolvida. 